# Chennai Express
Chennai Express è un film del 2013 diretto da Rohit Shetty.

## Trama
Rahul intraprende un viaggio nella piccola città in Tamil Nadu per esaudire l'ultimo desiderio del nonno: immergere le sue ceneri immerse nell'acqua santa di Rameshwaram. Durante il viaggio egli incontra una donna proveniente da una famiglia nel sud. Attraverso questo viaggio nelle esuberanti terre dell'India del Sud tra i due nascerà l'amore.